# Syngenta
Syngenta Group' er en virksomhed med hovedsæde i Shanghai, Kina. Det administrative hovedkvarter og hovedkontor er placeret i Basel, Schweiz, med yderligere lokationer i Chicago og Tel Aviv. Syngenta Group har specialiseret sig i landbrugsteknologi, især frø og plantebeskyttelse-produkter, og digitale tjenester. Virksomheden stammer fra Syngenta AG, som blev grundlagt i 2000 og overtaget af China National Chemical Corporation i 2015, en kinesisk statsejet virksomhed.
Dens forretningsenheder er Syngenta Crop Protection, Syngenta Seeds, Adama og Syngenta Group China. I 2020 blev Syngenta Group dannet, der samler Syngenta, Adama og Sinochems landbrugsvirksomhed under en enkelt enhed.